# Roehampton
Roehampton is een wijk in het Londense bestuurlijke gebied Wandsworth, in de regio Groot-Londen.